# Hellyethira maai
Hellyethira maai är en nattsländeart som beskrevs av Wells 1991. Hellyethira maai ingår i släktet Hellyethira och familjen smånattsländor. Inga underarter finns listade i Catalogue of Life.